# 聖馬努埃爾查帕龍
聖馬努埃爾查帕龍（西班牙語：San Manuel Chaparrón），是危地馬拉的城鎮，位於該國東南部，由哈拉帕省負責管轄，面積123平方公里，海拔高度921米，2002年人口7,206，人口密度每平方公里58.59人。
14°31′N 89°46′W / 14.517°N 89.767°W